# Chiesa della Natività della Beata Vergine Maria (Vigarano Mainarda)
La chiesa della Natività della Beata Vergine Maria è la parrocchiale di Vigarano Mainarda, in provincia di Ferrara e arcidiocesi di Ferrara-Comacchio; fa parte del Vicariato del Beato Giovanni Tavelli da Tossignano.

## Storia
La primitiva chiesa di Vigarano Mainarda fu edificata nel XVI secolo, aveva il titolo di Santa Maria delle Ghiare ed era, presumibilmente, filiale della pieve dei Santi Pietro e Paolo. Si presume che l'attuale chiesa sia stata edificata ed eretta a parrocchiale nel 1599, in base anche a quanto scritto nel resoconto della visita pastorale del 1602, effettuata dal vescovo Giovanni Fontana. È certo, però, che l'edificio subì nei secoli successivi numerosi restauri ed ampliamenti.
Il terremoto dell'Emilia del 2012 ha provocato seri danni ala chiesa, che ha dovuto pertanto subire un'importante ristrutturazione.

## Interno
La parrocchiale di Vigarano presenta numerose decorazioni, opera di Ippolito Medini e del suo collaboratore Duilio Bergamini.